# Partido Democrata Cristão (Osttimor)

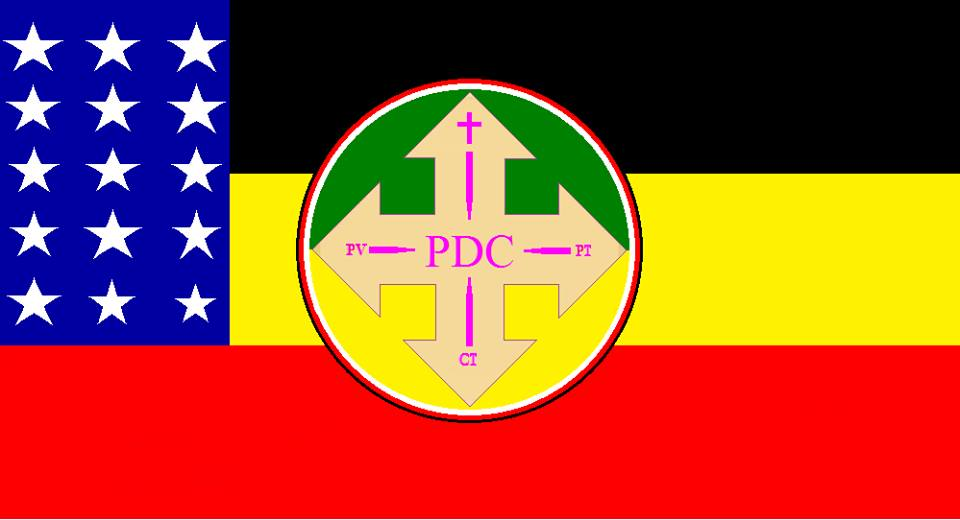
Flagge der Partido Democrata Cristão

Die Partido Democrata Cristão (Christlich-Demokratische Partei) ist eine christliche Partei in Osttimor.

## Programm
Die PDC unterstützt das demokratische Mehrparteiensystem mit starker Betonung auf die Rolle der Zivilgesellschaft. Menschen-, Frauen- und Minderheitenrechte haben dabei einen hohen Stellenwert. Gerechtigkeit ist nach Ansicht der PDC ein christlicher Wert. Bildung und das Gesundheitssystem sollen bezahlbar sein. Die Einführung von Portugiesisch als offizielle Sprache wurde unterstützt, Tetum sollte Nationalsprache werden.

## Geschichte

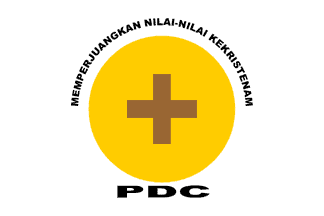
Flagge der PDC um 2001

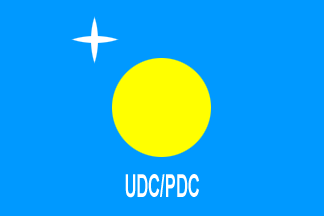
Flagge der UDC/PDC

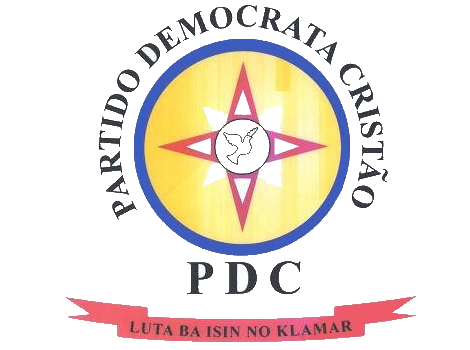
Flagge der Partido Democrata Cristão bis 2016

Katholische und protestantische Führer gründeten in Dili 1999 die PDC. Die Partei war Mitglied im Conselho Nacional de Resistência Timorense CNRT, dem Dachverband der Parteien und Gruppierungen, die für die Unabhängigkeit Osttimors von Indonesien eintraten. Ab August 2000 trat sie mit der União Democrata-Crista de Timor (UDC) mit einer gemeinsamen Führung auf. Dies waren Vicente da Silva Guterres (UDC) und Arlindo Marçal, der frühere Vorsitzende der protestantischen Christlichen Kirchen Osttimors. Die UDC war Mitglied im Nationalrat, die PDC nicht. Mit der indonesischen Demokratiebewegung stand die PDC in Kontakt. Die PDC wurde als weiter links von der UDC stehend angesehen, mit Nähe zur FRETILIN. Beide Parteien hatten ihre Basis in den christlichsozialen Werten. Am 5. August 2000 gründete der Katholik António Ximenes da Costa die PDC als Abspaltung der UDC/PDC neu.
Am 5. August 2003 wurde Olinda Guterres von einem Parteikongress zur neuen Parteivorsitzenden gewählt, was aber vom bisherigen Parteivorsitzenden António Ximenes da Costa und seinen Anhängern nicht anerkannt wurde. Das Oberste Gericht des Landes entschied 2005 zugunsten der PDC von António Ximenes da Costa. Die PDC von Guterres wurde als illegal angesehen, da sie vom Gericht nicht offiziell registriert war und auch nicht über die nötigen 1500 Unterstützer verfügte.
Schließlich fusionierten UDC/PDC und PDC wieder unter dem Banner der PDC vor den Parlamentswahlen am 30. Juni 2007. Mit ein Grund dafür war, dass der PDC-Hauptsitz während der Unruhen in Osttimor 2006 niedergebrannt wurde. Aktiv unterstützt die PDC Flüchtlinge bei der Rückkehr in ihre Heimat aus dem indonesischen Teil Westtimors.
Im Juli 2007 schloss sich die PDC mit fünf weiteren Parteien, die ebenfalls bei den Parlamentswahlen an der Drei-Prozent-Hürde gescheitert waren, zur Liga Democrática Progressiva LDP zusammen. Die LDP sollte für die ideologisch und im Programm sehr unterschiedlichen Parteien als politische Plattform außerhalb des Parlaments dienen.
Nach den Wahlen 2017 schloss sich die PDC dem Fórum Demokrátiku Nasionál (FDN) an, trennte sich aber 2018 noch vor den vorgezogenen Neuwahlen am 12. Mai von dem Bündnis, um Teil der Movimento Social Democrata (MSD) zu werden. Bei den vorgezogenen Parlamentswahlen in Osttimor 2018 scheiterte die MSD deutlich an der Vierprozenthürde mit nur 3.188 Stimmen (Anteil: 0,5 %).
Bei den Parlamentswahlen 2023 scheiterte die PDC an der Vier-Prozent-Hürde, mit 0,18 % (1.262 Stimmen).

## Abschneiden bei Wahlen
Bei den Parlamentswahlen am 30. August 2001 erhielt die PDC 1,98 % der Stimmen und zwei Sitze von 88 im Parlament. Ihre Abgeordneten waren António Ximenes und Lúcio Marçal Gomes. Die UDC/PDC gewann 0,66 % und einen Sitz im Parlament. Ihr Abgeordneter war Vicente da Silva Guterres, der zur Wahl 2007 zum Congresso Nacional da Reconstrução Timorense CNRT wechselte.
Bei den Parlamentswahlen am 30. Juni 2007 erhielt die PDC 1,03 % (4.300) der gültigen Stimmen und scheiterte damit an der Drei-Prozent-Hürde. In keinem Distrikt erhielt die Partei mehr als 1,7 %. Am meisten Unterstützung erhielt sie im Distrikt Bobonaro, wo sie 497 Stimmen (1,3 %) erhielt.
Auch 2012 scheiterte die PDC an der Drei-Prozent-Hürde mit 0,19 % (887 Stimmen). Im Distrikt Ermera erhielt sie mit 155 noch am meisten Stimmen (0,33 %).
Bei den Parlamentswahlen 2017 erhielt die PDC 1764 Stimmen (0,31 %) und scheiterte damit an der Vier-Prozent-Hürde.

## Mitglieder
António Ximenes da Costa ist Parteivorsitzender. Er studierte in Indonesien, unter anderem auf Flores. Seine politische Bildung erwarb er sich auf Java bei der indonesischen, christlichen Partei PDKB. Er unterrichtete an einer Universität von Dili. Lúcio Marçal Gomes war von 1999 bis 2007 stellvertretender Vorsitzender.
Stellvertretender Vorsitzender ist José Gomes Sereno. Er studierte Landwirtschaft in Solo/Indonesien.
Arlindo Marçal wurde als Generalsekretär von Júlio Pereira abgelöst. 2023 ist Geraldo Ximenes Tupulesa Generalsekretär.

## Belege
- Politische Parteien und Gruppierungen in Ost-Timor
- Political Parties and groupings of Timor-Leste, Mai 2007 (Memento vom 31. August 2007 im Internet Archive) (englisch; PDF; 996 kB)